# 毛岸英 (电视剧)
《毛岸英》，2010年中国大陆电视剧，导演刘毅然，主演韩中、张舒羽、晓光、魏大勋、宋轶、姚居德。

## 剧情
该剧讲述了毛岸英从出生到抗美援朝牺牲在朝鲜志愿军总部的故事。

## 演出
- 晓光 出演 毛岸英
- 宋轶 出演 刘思齐
- 魏大勋 出演 毛岸青
- 张舒羽 出演 杨开慧
- 王辉 出演 毛泽东，青年的毛泽东。
- 韩中 出演 毛泽东，中年的毛泽东。
- 姚居德 出演 彭德怀

## 制作
该片是“纪念毛岸英牺牲60周年”的纪念剧。
该片讲述了毛岸英和毛泽东的父子关系、毛岸英和妻子刘思齐的爱情故事以及在朝鲜战争中牺牲的原因。
该剧拍摄时，毛岸英的妻子刘思齐尚在世，已经改嫁。
该剧以“感情戏”为主旋律。
该剧在北京市中南海拍摄，首次破例允许实景拍摄了3天，后在湖南省韶山市、俄罗斯莫斯科等地拍摄。

## 奖项
2011年“中国电视剧飞天奖”长篇电视剧一等奖。

## 节目变迁
| 央视一套 黄金剧场 周一到周日 20:00 - 22:00 | 央视一套 黄金剧场 周一到周日 20:00 - 22:00 | 央视一套 黄金剧场 周一到周日 20:00 - 22:00 |
| ------------------------------------------ | ------------------------------------------ | ------------------------------------------ |
|                                            | 毛岸英 （2010.10.20 - 2010.11.7）          |                                            |
| 解放海南岛 （2010.10.5 - 2010.10.20）      | 新安家族 （2010.11.7 - 2010.11.28）        |                                            |